# Източен регион (Камерун)
Източният регион (на френски: Est), до 2008 г. Източна провинция, се намира в югоизточната част на Република Камерун. На изток граничи с Централноафриканска република, на север с Адамауа, а на запад с Централен и Южен. Заема площ от 109 002 км², а неселението му е 835 600 души (по изчисления към януари 2015 г.), което го прави най-големия и най-рядко населения в страната. Централен град на региона е Бертуа.
Източният регион има слабо развита промишленост, а главни търговски отрасли са дърводобивът, дървообработването и минното производство. Вместо това, голямата част от жителите се изхранват чрез земеделие. Тъй като региона не е политически важен често е пренебрегван от камерунските политици. Това заедно със слабия напредък му печели името „забравената провинция“.